# Metapolybia rufopicta
Metapolybia rufopicta är en getingart som beskrevs av Adolpho Ducke 1910. Metapolybia rufopicta ingår i släktet Metapolybia och familjen getingar. Inga underarter finns listade i Catalogue of Life.